# 에기나 (도시)

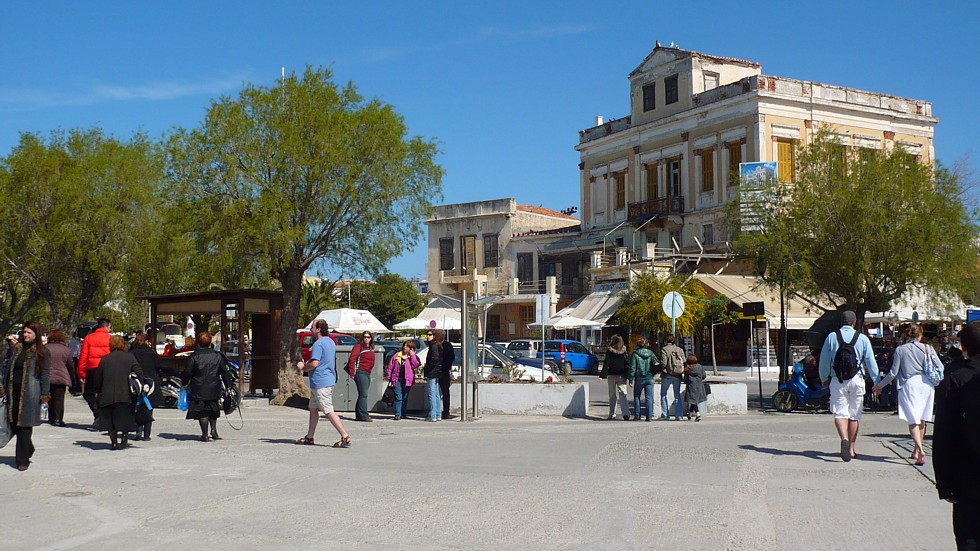
에기나

에기나(그리스어: Αίγινα)는 그리스 에기나섬에 위치한 도시로, 면적은 87.41km2, 높이는 0 ~ 4m, 인구는 13,056명(2001년 기준), 인구 밀도는 149명/km2이다.